# Dax Holdren
Daxton "Dax" Holdren (Santa Barbara, 4 september 1972) is een voormalig Amerikaans beachvolleyballer. Met Stein Metzger won hij de zilveren medaille bij de wereldkampioenschappen in 2003 en nam hij deel aan de Olympische Spelen in 2004.

## Carrière

### 1995 tot en met 2001
Holdren volleybalde in de zaal bij zijn high school en een seizoen voor Santa Barbara City College. Hij maakte in 1995 zijn debuut als professioneel beachvolleyballer met Todd Rogers – een oud-ploeggenoot bij zijn schoolteam – met wie hij tot en met 2001 een team zou vormen. Het eerste jaar speelden ze een wedstrijd in de AVP Tour en het seizoen daarop namen ze deel aan vier toernooien met twee dertiende plaatsen (Belmar en Chicago) als beste resultaat. Met Jason Pursley deed Holdren verder mee aan het toernooi in San Diego. In 1997 waren Holdren en Rogers samen actief op negentien AVP-toernooien en haalden ze met een tweede plaats in Hermosa Beach voor het eerst het podium. Daarnaast namen ze in Los Angeles deel aan de eerste officiële wereldkampioenschappen beachvolleybal. Het duo eindigde als negende nadat ze in de achtste finale werden uitgeschakeld door hun landgenoten Karch Kiraly en Adam Johnson. Met Kevin Wong speelde Holdren verder een wedstrijd in San Antonio.
Het jaar daarop deden Holdren en Rogers mee aan twintig toernooien in de Amerikaanse competitie. Ze werden eindigden eenmaal als eerste (Minneapolis), eenmaal als tweede (Dallas) en eenmaal als derde (Belmar). In 1999 speelden ze tien wedstrijden in de AVP Tour met een overwinning in Louisville als beste resultaat. In Muskegon eindigde het tweetal verder als tweede en in Clearwater en Belmar werden ze derde. Daarnaast waren ze in Toronto actief op een toernooi in de FIVB World Tour. Het daaropvolgende seizoen namen ze deel aan drie internationale toernooien en behaalden ze de zege in Rosarito. In de binnenlandse competities kwamen ze bij elf toernooien tot drie eerste (Chicago, Muskegon en Deerfield Beach) en twee tweede plaatsen (Hermosa Beach en Santa Barbara). Bovendien eindigde Holdren met verschillende partners als tweede bij het AVP-toernooi van Las Vegas. In 2001 kwamen Holdren en Rogers in het Amerikaanse circuit tot overwinningen in Hermosa Beach en Clearwater, tweede plaatsen in Santa Barbara en Oceanside en een vierde plaats in Manhattan Beach. Op mondiaal niveau deden ze mee aan zeven reguliere toernooien met twee negende plaatsen (Gstaad en Berlijn) als beste resultaat. Bij de WK in Klagenfurt eindigde het duo als vijfde nadat het in de kwartfinale werd uitgeschakeld door de latere Argentijnse wereldkampioenen Mariano Baracetti en Martín Conde.

### 2002 tot en met 2009
Vervolgens speelde Holdren anderhalf seizoen samen met Eric Fonoimoana. Het eerste jaar namen ze deel aan zeven toernooien in de AVP Tour. Daarbij behaalden ze vier overwinningen (Huntington Beach, Manhattan Beach, Chicago en Las Vegas), twee tweede plaatsen (Santa Barbara en Belmar) en een vijfde plaats (Hermosa Beach). In de World Tour waren ze actief op zes toernooien waar ze tot vijf negende plaatsen kwamen (Gstaad, Stavanger, Montreal, Marseille en Espinho). In 2003 deed het duo mee aan zes binnenlandse – overwinning in Fort Lauderdale en derde plaatsen in Tempe en Las Vegas – en vijf internationale toernooien – vijfde plaats in Berlijn. Halverwege het seizoen wisselde Holdren van partner naar Stein Metzger. In de Amerikaanse competitie kwamen ze bij drie toernooien tot twee negende plaatsen (Manhattan Beach en Huntington Beach). Internationaal eindigden ze als vijfde bij de Grand Slam van Los Angeles en namen ze deel aan de WK in Rio de Janeiro. Daar werden ze vice-wereldkampioen nadat ze de finale verloren van de Brazilianen Ricardo Santos en Emanuel Rego. Het jaar daarop deden Holdren en Metzger mee aan tien toernooien in de World Tour. Ze behaalden daarbij onder meer een vierde plaats in Carolina en een zevende plaats in Stavanger. Bij de Olympische Spelen in Athene bereikte het duo de kwartfinale die verloren ging tegen de Zwitsers Patrick Heuscher en Stefan Kobel. In de binnenlandse competitie speelden ze vijf wedstrijden met een derde plaats in Austin als hoogste klassering.
In oktober 2004 werd Holdren derde bij het AVP-toernooi van Santa Barbara met Jeff Nygaard met wie hij het seizoen erop een team vormde. Ze waren enkel actief in het Amerikaanse circuit en namen deel aan dertien toernooien. Het duo kwam daarbij tot een overwinning in Santa Barbara en behaalde verder acht podiumplaatsen: tweede in Fort Lauderdale, Tempe, Mason, Hermosa Beach en Honolulu en derde in Austin, San Diego en Manhattan Beach. In 2006 partnerde Holdren met Sean Scott. De twee namen deel aan veertien toernooien in de AVP Tour en eindigden daarbij achtmaal op het podium; ze werden tweede in Seaside Heights, Atlanta en bij Lake Tahoe en derde in Fort Lauderdale, Chicago, Manhattan Beach, Boulder en Mason. Daarnaast was Holdren met Fonoimoana actief op het toernooi van Brooklyn. Met Scott speelde hij verder zijn laatste twee internationale wedstrijden in Zagreb (vijfde) en Gstaad (vijf-en-twintigste). Het jaar daarop kwam Holdren in de Amerikaanse competitie achtereenvolgens uit met Nygaard en Scott. Hij deed in totaal mee aan zeventien toernooien en behaalde daarbij een tweede (Manhattan Beach) en drie derde plaatsen (Glendale, Hermosa Beach en Louisville). In 2008 was hij met Bill Strickland actief op vijftien AVP-toernooien – derde plaats in Long Beach – en het seizoen daarop speelde hij met Jeff Murrell in San Diego zijn laatste professionele beachvolleybalwedstrijd.

## Palmares
Kampioenschappen
- 1997: 9e WK
- 2001: 5e WK
- 2003:  WK
- 2004: 5e OS

FIVB World Tour
- 2000:  Rosarito Open